# Алкіона
Алкіо́на, Альціона, Галкіона, Гальціона (грец. Ἁλκυών) — одна з Плеяд;
Алкіона — дочка Еола, дружина Кеїка, що після смерті чоловіка обернулась на пташку рибалочку.